# Tempel 1
9P/Tempel (lub Tempel 1) – kometa okresowa należąca do rodziny komet Jowisza. Była celem misji kosmicznej Deep Impact, mającej na celu przeprowadzenie badań naukowych tej komety. Jedno z zadań polegało na wypuszczeniu z sondy tzw. impaktora, który uderzył w jądro komety.

## Odkrycie

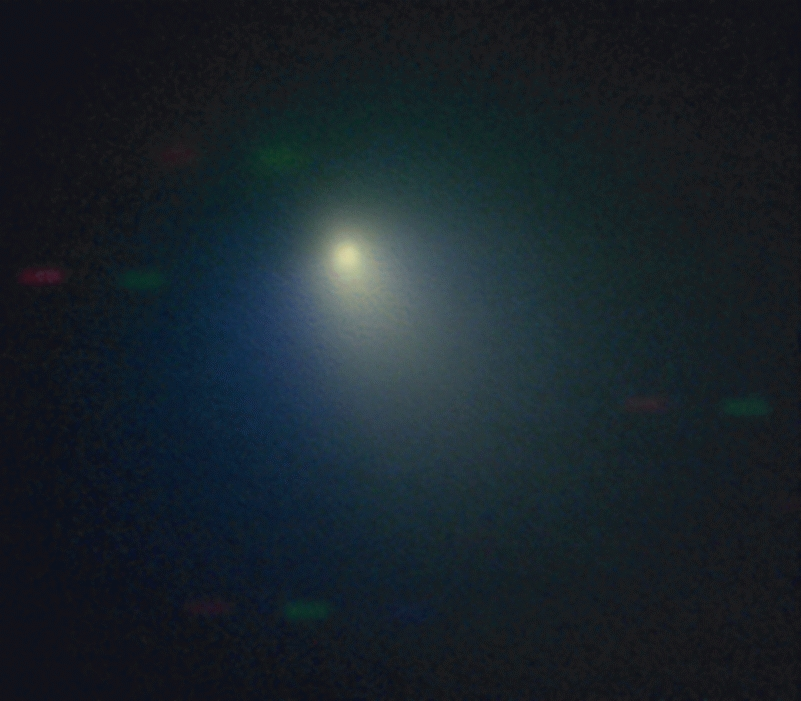
Kometa 9P/Tempel 1

Kometa 9P/Tempel została odkryta 3 kwietnia 1867 roku przez niemieckiego astronoma Wilhelma Templa w obserwatorium w Marsylii. W swoim ruchu orbitalnym zbliżała się do Ziemi, aż 15 maja 1867 roku osiągnęła odległość minimalną 0,57 j.a. Nie była widoczna gołym okiem, ale przez lunety obserwowano ją prawie do końca sierpnia. Nazwa komety pochodzi od nazwiska odkrywcy.

## Orbita
Kometa ta obiega Słońce w czasie 5,58 roku po eliptycznej orbicie, w najdalszym punkcie (aphelium) zbliżając się do orbity Jowisza, a w punkcie najbliższym Słońca (peryhelium) zbliża się do orbity Marsa.

## Właściwości fizyczne
Powierzchnia jądra tej komety jest bardzo ciemna. Jest ono podłużne, ma rozmiary 7,6 × 4,9 km. Widać tam liczne zagłębienia, kratery, wzniesienia i niecki. Średnia gęstość tej komety jest niewielka, równa zaledwie 0,6 g/cm3. Jest to wartość znacząco mniejsza od gęstości wody (1 g/cm3), co sugeruje bardzo porowatą strukturę. Znając całkowitą masę komety, można wnioskować, że jest to konglomerat drobin lodu, fragmentów skalnych, pyłu i gazu. Okres obrotu tego ciała wokół własnej osi wynosi ponad 40 godzin.

## Obserwacje
W czasie gdy kometa została odkryta, jej okres orbitalny wynosił 5,6 roku. Dzięki obliczeniom parametrów orbity udało się ją zaobserwować podczas dwóch kolejnych powrotów w pobliże Słońca w latach 1873 i 1879. Jednak w 1881 roku kometa zbliżyła się do Jowisza na odległość 0,55 j.a. Doprowadziło to do silnego zaburzenia jej orbity przez grawitację masywnej planety, a w efekcie do wydłużenia okresu obiegu do 6,5 roku i zwiększenia peryhelium orbity z 1,8 j.a. do 2,1 j.a. Tak duża zmiana parametrów orbity spowodowała, że próby odnalezienia jej w czasie kolejnych zbliżeń do Słońca nie powiodły się i kometę 9P/Tempel uznano za zagubioną, podejrzewano też, że przestała istnieć.
Na początku lat 60. XX wieku, dzięki wykorzystaniu do badań astronomicznych nowych technik obliczeniowych, amerykański astronom i badacz ruchów komet Brian Marsden wyliczył, że kometa Tempel 1 zbliżyła się do Jowisza także podczas przelotu w latach 1941 (na odległość 0,41 j.a.) i 1953 (na odległość 0,76 j.a.). Uwzględniając w rachunkach wszystkie zakłócenia, jakie w jej ruchu powodowały bliskie przeloty w pobliżu Jowisza, a także wpływ grawitacji pozostałych planet, wyliczył, gdzie i kiedy w najbliższej przyszłości powinna być na niebie widoczna zagubiona kometa. W 1967 roku amerykańska obserwatorka komet Elizabeth Roemer zrobiła zdjęcie wskazanego przez Marsdena fragmentu nieba, na którym powinna bardzo słabym blaskiem świecić poszukiwana kometa. Nie licząc jednak zbytnio na jej odnalezienie, opracowywaniem fotografii zajęła się dopiero po roku. Na wykonanym przez nią zdjęciu bardzo blisko wyliczonej przez Marsdena pozycji dostrzeżono na kliszy mglistą plamkę, która okazała się obrazem komety Tempel 1.
Na podstawie tych samych obliczeń kometa została zaobserwowana przez Elizabeth Roemer ponownie 11 stycznia 1972 roku, podczas jej kolejnego powrotu w pobliże Słońca. Tym razem ruch tej komety śledzono już przez pół roku, zbierając w ten sposób bogaty materiał obserwacyjny służący do jeszcze dokładniejszego obliczenia elementów jej orbity. Odnalezienie tak długo nie widzianej komety było znacznym osiągnięciem. Od tej pory kometa 9P/Tempel jest obserwowana podczas każdego przejścia przez peryhelium.
Przewiduje się, że wyraźna zmiana parametrów orbity komety nastąpi dopiero w czasie jej przelotu w pobliżu Jowisza w dniu 26 maja 2024 roku w odległości 0,55 j.a. Wpłynie to na ponowne zwiększenie odległości peryhelium do 1,77 j.a., a okres obiegu wokół Słońca wydłuży się do 6,0 lat. Kolejne zbliżenie do Jowisza 7 kwietnia 2034 roku na odległość 0,91 j.a. zwiększy peryhelium do 1,93 j.a. i okres orbitalny do 6,3 roku. W jeszcze dalszej przyszłości przewiduje się, że kometa nadal będzie powoli zwiększała swój dystans od Słońca, choć w ciągu najbliższych 300 tys. lat jej orbita nie oddali się od niego bardziej niż na 10 j.a.

## Badania sond kosmicznych

### Deep Impact

Uderzenie w kometę Tempel 1 klatka po klatce

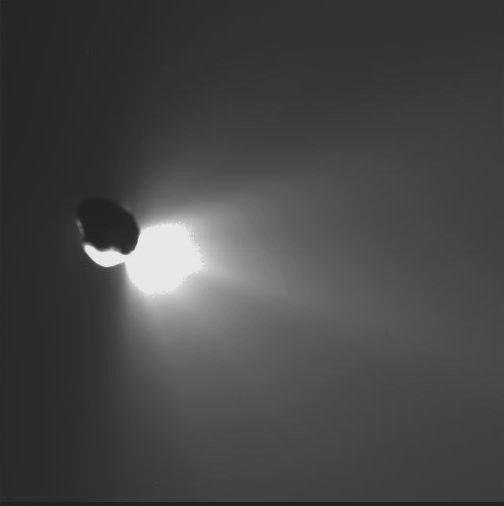
Pióropusz materii wyrzuconej z jądra komety, widziany 50 minut po uderzeniu

Kometa Tempel 1 była głównym celem misji kosmicznej Deep Impact. 4 lipca 2005 roku o godzinie 7:45 czasu środkowoeuropejskiego (letniego) w kometę uderzył tzw. impaktor, ważący kilkaset kilogramów metalowy cylinder wystrzelony z sondy Deep Impact. W momencie zderzenia impaktor osiągnął prędkość 37 tys. km/h i choć poprzedzał kometę w ruchu orbitalnym wokół Słońca, to był od niej o 10,2 km/s wolniejszy (zatem można przyjąć, że to kometa uderzyła w impaktor). Samo zderzenie spowodowało powstanie krateru o średnicy ok. 120 m i uwolniło ogromne ilości materii gazowo-pyłowej, która uniosła się ponad powierzchnię jądra komety, wzbogacając jej otoczkę, tzw. komę. W wyniku tego wydarzenia kometa pojaśniała i stała się lepiej widoczna. Uderzenie nie miało praktycznie żadnego wpływu na tor komety. W wyniku zderzenia według szacunków prędkość komety zmniejszyła się o 0,0001 mm/s, co z kolei spowodowało zmniejszenie odległości peryhelium komety od Słońca o 10 m i skrócenie okresu obiegu o mniej niż 1 s, nieistotnie w porównaniu z zaburzeniami powodowanymi przez Jowisza.

### Stardust-NExT

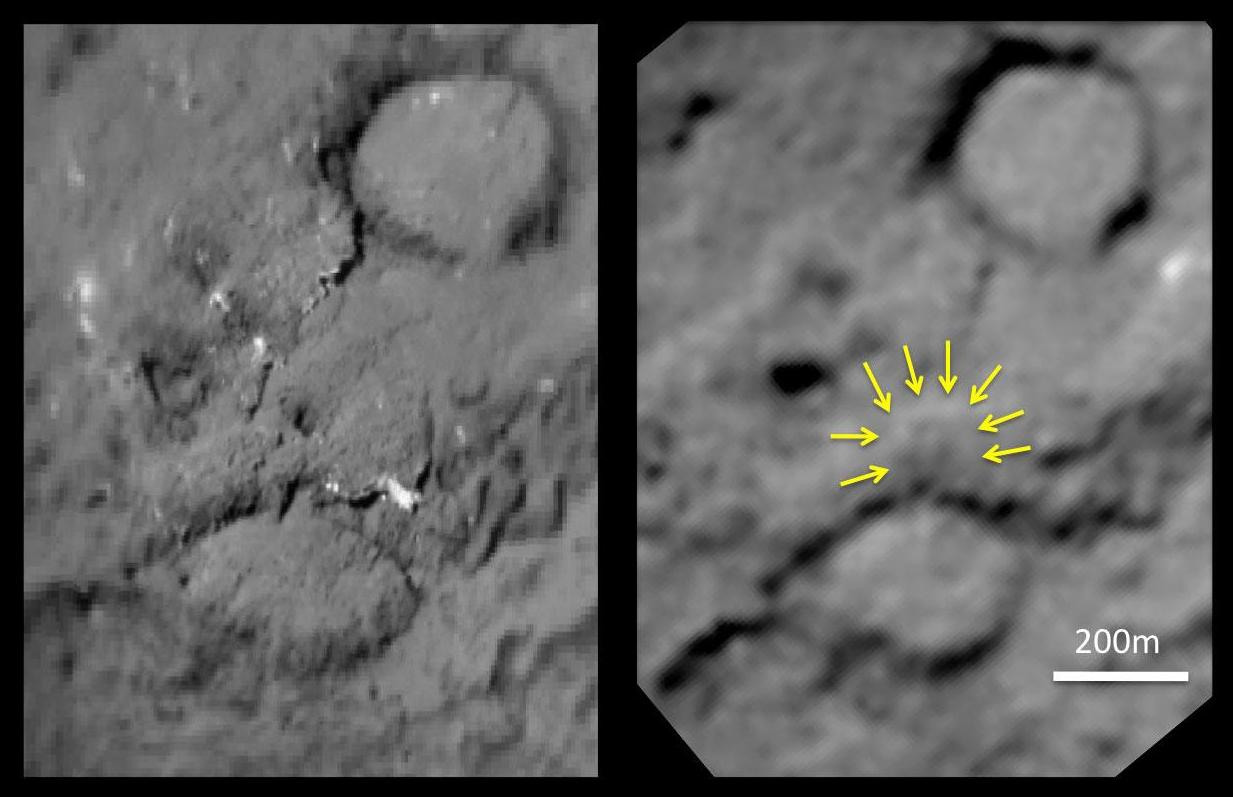
Fragment powierzchni jądra komety Tempel 1 przed uderzeniem impaktora (z lewej), sfotografowany przez sondę Deep Impact i po uderzeniu, sfotografowany przez sondę Stardust. Strzałki wskazują krawędź powstałego krateru.

Kometa Tempel 1 była również celem przelotu sondy Stardust w ramach misji Stardust-NExT (New Exploration of Tempel 1), który miał miejsce o godz. 4:42 UTC 15 lutego 2011 r. Porównanie wykonanych wtedy obserwacji z danymi zebranymi przez sondę Deep Impact ukazało zmiany, jakie zaszły na powierzchni jądra komety podczas przejścia przez peryhelium, oraz pozwoliło uzyskać zdjęcia obszarów niewidocznych podczas przelotu poprzedniej sondy. Zostały również wykonane fotografie krateru powstałego w wyniku uderzenia impaktora sondy Deep Impact.